# 足立区生物園
足立区生物園（あだちくせいぶつえん、英: Adachi Park of Living Things）は、東京都足立区の元渕江公園内にある生物園（動物園・水族館）。

## 概要
1・2階の屋内展示と屋外展示場からなる。チョウの大温室は1・2階吹き抜けとなっている。屋外展示場にはふれあいコーナーがあり、様々な動物に触れることが出来る。2010年（平成22年）4月、屋外展示場にオージードームが開設された。
2013年（平成25年）から改装工事のため長期にわたり閉園していたが、2014年（平成26年）4月より再開した。2016年には年間入園者が20万人を突破している。

## 施設の紹介
（この節の出典：）
- 出会いの広場 - エントランスに設けられた金魚の大水槽。ウェルカムスペースである。
- チョウの飼育室 - チョウの飼育をしており、質問を受け付けてくれる。
- 生きもの研究室 - 様々な特別展・企画展を開催している。
- 大温室（1・2階） - 1年を通してさまざまなチョウが飛ぶ姿を観察できる。
- 庭園 - 里山をイメージした庭園で小型の生きものが集まる。
- オーストラリアドーム - オーストラリアの生きものたち（カンガルー、ワラビー）の暮らしぶりを眺めることができる。
- 昆虫ドーム - 日本の里山の虫たちが飼育・展示されている。
- 観察展示室 - 熱帯魚から両生類・爬虫類など、様々な生きものを観察できる。
- その他に小施設あり

施設の紹介
- 生物園正面入口
- 生物園エントランス・出会いの広場
- 観察展示室
- 上が深海生物、下がケヅメリクガメとピラルク
- 大温室 1F
- チョウの密皿
- 里山をイメージした庭園
- オーストラリアドーム（飼育・展示施設）

足立区生物園では展示に工夫を凝らし、スタッフによるガイドツアーやホタル観賞会といった多種多様な体験プログラムが用意され、スタッフが常駐する解説コーナーなどもある。
ミュージアムショップには、ここでしか入手できないオリジナルグッズが。温室で観察できるチョウが解説した「チョウの観察シート」や、カメラ好きのスタッフが撮影した生き物たちの写真集、ヘビの抜け殻などユニークなグッズを販売している。オンライン販売もあり。
生物園パノラマ
- 大温室 2Fパノラマ
- オーストラリアドーム・樹林と小川
- 観察展示室・磯の世界（水槽内に観察窓あり）

## 開園時間・入場料
（この節の出典：）
開園時間
- 9:30 - 17:00（2月 - 10月） / 9:30 - 16:30（11月 - 1月）
  - 閉園時間の30分前までに入場
  - ふれあいコーナーとオーストラリアドームは、15:30で閉門

入場料
- 一日券（カッコ内は団体料金）
  - 大人（高校生以上） - 300円（200円）
  - 小人（小中学生） - 150円（100円）

- 年間パスポート（購入日から1年間有効）
  - 大人（高校生以上） - 1,200円
  - 小人（小中学生） - 600円

## 所在地・交通アクセス
（この節の出典：）
所在地
- 東京都足立区保木間二丁目17番1号（元渕江公園内）

交通アクセス
- 竹ノ塚駅（東口）から - 東武バス・都営バス・徒歩（約20分）
- 北千住駅（西口）から - 都営バス
- 綾瀬駅（西口）から - 東武バス
- 六町駅から - 東武バス